# Музыкальный киоск
«Музыкальный киоск» — советская и российская информационно-музыкальная телепрограмма, впервые вышедшая в эфир 21 октября 1962 года.
Идею передачи предложил режиссёр-документалист Алексей Габрилович. В течение 32 лет бессменной ведущей «Музыкального киоска» была Элеонора Беляева.
В качестве музыкальной заставки к программе был использован «Фокс-марш» Александра Цфасмана из фильма «За витриной универмага».
В 1993 году передача была закрыта. Спустя 12 лет, в 2005 году, программа «Музыкальный киоск» некоторое время выходила на телеканале «Культура».